# Age of Wonders II: Tron Czarnoksiężnika
Age of Wonders II: Tron Czarnoksiężnika (ang. Age of Wonders II: The Wizard’s Throne) – strategiczna gra turowa, która ukazała się w 2002 roku. Została wyprodukowana przez Triumph Studios i wydana przez Take-Two Interactive. Jest kontynuacją Age of Wonders.

## Fabuła
Gracz wciela się w młodego czarnoksiężnika Merlina, który stara się rozwikłać tajemnicę tytułowego Tronu Czarnoksiężnika. Przedmiot ten posiada wielką moc zdolną do zniszczenia świata, a inni magowie czyhają na jego przejęcie.

## Rozgrywka
Age of Wonders II: Tron Czarnoksiężnika to strategiczna gra turowa, w której postać gra turowo na przemian z innymi osobami lub komputerem. W Age of Wonders II każdy gracz wciela się w jednego z magów. Gdy zginie on podczas walki to w kolejnej turze odrodzi się w najbliższym mieście. Celem gracza jest zniszczenie wrogich magów. Dostępne są także opcje dyplomatyczne oraz zwycięstwo sojuszu.
Mapa każdego scenariusza zazwyczaj składa się z dwóch poziomów, powierzchni ziemi oraz jaskiń. Od ukształtowania krajobrazu i rodzaju nawierzchni zależy prędkość poruszających się po niej oddziałów, takie przeszkody jak góry lub rzeki dla większości jednostek są nie do przebycia. W miastach gracz może rekrutować nowe oddziały i zapewnić sobie stały dochód złota, a także pewną ilość many na turę. Od wielkości danej osady zależy, jaką ilość złota będzie ono przynosić oraz jak szybko budowane będą jednostki i budowle.
Każda rasa ma własne poglądy na temat innych, przykładowo gdy w jednym oddziale znajdują się krasnoludy i gobliny, to w następnej turze połowa armii gracza może zdezerterować. Na morale ma również wpływ rodzaj terenu, na którym dana armia przebywa. W trybie wieloosobowym na jednym serwerze może grać jednocześnie do 8 osób. Gra posiada edytor w którym możliwe jest tworzenie nowych map i scenariuszy.